# 卡廖 (密蘇里州)
卡廖（英語：Callao）是位於美國密蘇里州梅肯縣的城市。

## 人口
根據2020年美國人口普查的數據，卡廖的面積為1.34平方千米，皆為陸地。當地共有人口251人，而人口密度為每平方千米187人。